# Milou Hermus
Wilhelmina Angela Louisiana Maria (Milou) Hermus (Dordrecht, 17 april 1947 – Amsterdam, 11 april 2021) was een Nederlands beeldend kunstenares.

## Loopbaan
Ze was dochter van Sophia Jacoba van Heekesen en machinist Petrus Josephus Maria Hermus; beiden hadden artistieke hobby's. Zijzelf trouwde in 1977 met kunstenaar Ton Blommerde.
Ze begon na haar opleiding aan de kunstacademie Sint Joost in Breda als modeontwerpster en ontwikkelde zich tot tekenares, illustratrice en portretschilderes. In de jaren '70 van de 20ste eeuw werd ze bekend en baarde opzien met spetterende, 'gewaagde' erotische, illustraties voor het trendy en glossy magazine Avenue (ketchupseire), dit op initiatief van Dick de Moei, 'art-director van de modereportage' bij de Avenue. Hermus werkte ook voor BIJ, het huisblad van De Bijenkorf.
Na de zelfgekozen dood van haar levenspartner, beeldhouwer en schilder Ton Blommerde (1946-november 2005) en de dood van haar moeder (1922-december 2005) vlak daarna, raakte Hermus in een 'painters block'. Ze kwam hier overheen door zich te gaan wijden aan Les belles Hollandaises (2008); levensgrote portretten van vriendinnen, onder wie performer Moniek Toebosch, die in hun jeugd ook voor haar model hadden gestaan. Vanaf 2012 werd deze serie gevolgd door een aantal levensgrote portretten van achttien bekende Nederlandse mannen in hun hemd, onder de titel Hollandse Heren (2015), met onder anderen Alexander Rinnooy Kan, Wim Crouwel, Wim Pijbes en Adriaan van Dis.
Milou Hermus overleed in 2021, zes dagen voor haar 74ste verjaardag aan acute leukemie.